# Baie de Haeju
La baie de Haeju, située sur la mer Jaune à 40 km au nord de la frontière intercoréenne, tire son nom de la ville proche de Haeju, chef-lieu de la province nord-coréenne du Sud Hwanghae.
La baie abrite, au nord-est, la base navale de Haeju.
Les cinquièmes discussions militaires intercoréennes, conduites en mai 2007, ont discuté de la possibilité que des navires civils nord-coréens puissent accéder directement à la baie de Haeju dès lors qu'aura été établi un niveau suffisant de confiance militaire entre les deux pays dans la mer de Corée occidentale.